# Championnats d'Océanie d'athlétisme 2017
Navigation
Édition précédente Édition suivante
Les 16es championnats d'Océanie d'athlétisme ont eu lieu en 2017 à Suva dans les îles Fidji. Ils ont été organisés par l'Oceania Athletics Association (OAA) et ont regroupé des athlètes de 22 nations différentes autour de 47 épreuves prévues (finalement, seules 43 médailles d'or ont été distribuées, faute de participation suffisante ou à la suite de disqualifications). Les épreuves se sont déroulées du 28 juin - 1er juillet 2017.

## Tables des médailles
| Rang | Nation                    | Or | Argent | Bronze | Total |
| ---- | ------------------------- | -- | ------ | ------ | ----- |
| 1    | Australie                 | 18 | 14     | 8      | 40    |
| 2    | Papouasie-Nouvelle-Guinée | 10 | 12     | 7      | 29    |
| 3    | Fidji                     | 8  | 6      | 7      | 21    |
| 4    | Nouvelle-Zélande          | 6  | 2      | 4      | 12    |
| 5    | Samoa                     | 3  | 0      | 2      | 5     |
| 6    | Nouvelle-Calédonie        | 2  | 1      | 3      | 6     |
| 7    | Îles Salomon              | 1  | 3      | 1      | 4     |
| 8    | Australie septentrionale  | 1  | 0      | 2      | 3     |
| 9    | Samoa américaines         | 1  | 0      | 0      | 1     |
| 10   | Tonga                     | 0  | 1      | 2      | 3     |
| 11   | Îles Cook                 | 0  | 1      | 1      | 2     |
| 12   | Polynésie française       | 0  | 0      | 1      | 1     |

## Résultats

### Hommes
| Épreuves                    | Or                                                                                      | Argent                                                                                               | Bronze                                                                            |
| --------------------------- | --------------------------------------------------------------------------------------- | --- | --------------------------------------------------------------------------------- |
| 100 m Vent : -2,4 m/s       | Jeremy Dodson 10 s 86                                                                   | Nazmie-Lee Marai 10 s 88                                                                             | John Flottmann 10 s 99                                                            |
| 200 m Vent : -1,3 m/s       | Jeremy Dodson 20 s 80                                                                   | Nazmie-Lee Marai 21 s 64                                                                             | Wesley Logorava 21 s 77                                                           |
| 400 m                       | Murray Goodwin 47 s 53                                                                  | Samuela Railoa 48 s 16                                                                               | Theo Piniau 48 s 49                                                               |
| 800 m                       | Alain Dutton 1 min 56 s 06                                                              | Martin Orovo 1 min 57 s 21                                                                           | Alex Beddoes 2 min 01 s 46                                                        |
| 1 500 m                     | Alain Dutton 4 min 16 s 20                                                              | George Yamak 4 min 17 s 28                                                                           | Martin Orovo 4 min 21 s 71                                                        |
| 5 000 m                     | Simbai Kaspar 15 min 50 s 25                                                            | Patrick Kam 16 min 04 s 12                                                                           | Liam Woollett 16 min 09 s 59                                                      |
| 10 000 m                    | Avikash Lal 33 min 16 s 04                                                              | Patrick Kam 33 min 46 s 88                                                                           | Simbai Kaspar 33 min 56 s 83                                                      |
| 5 000 m marche              | Tous les participants ont été disqualifiés                                              | Tous les participants ont été disqualifiés                                                           | Tous les participants ont été disqualifiés                                        |
| 10 000 m marche             | Pramesh Prasad 1 h 06 min 53 s 42                                                       | |                                                                                   |
| 110 m haies Vent : -2,2 m/s | Terrell Mckenzie 14 s 77                                                                | Talatala Po'oi 15 s 51                                                                               | Kolone Alefosio 15 s 78                                                           |
| 400 m haies                 | Ephraim Lerkin 51 s 71                                                                  | Mowen Boino 53 s 57                                                                                  | Harrison Roubin 54 s 25                                                           |
| 3 000 m steeple             | Atama Vunibola 11 min 15 s 27                                                           | |                                                                                   |
| 4 × 100 m                   | Australie Sam Toleman Jonty Flottmann Terrell McKenzie Nicholas Bate 41 s 51            | Papouasie-Nouvelle-Guinée Nelson Stone Nazmie-Lee Marai Wesley Logorava Charles Livuan 41 s 87       | Samoa Shu Peng Ah Vui Quinton Dodson Joseph Paletasala Jeremy Dodson 41 s 88 (NR) |
| 4 × 400 m                   | Fidji Emosi Sukanaivalu Kameli Sauduadua Sailosi Tubuilagi Samuela Railoa 3 min 17 s 83 | Papouasie-Nouvelle-Guinée Emmanuel Wanga Peniel Joshua Ephraim Lerkin Kaminiel Matlaun 3 min 18 s 30 | Tonga Heamatangi Tu'ivai Fine Tokai Larry Sulunga Ronald Fotof 3 min 22 s 40      |
| Saut en hauteur             | Malakai Kaiwalu 2,04 m                                                                  | Sebastian Gray 1,98 m                                                                                | Meli Kolanavanua 1,90 m                                                           |
| Saut à la perche            | Caihe Caihe 3,90 m                                                                      | |                                                                                   |
| Saut en longueur            | Isireli Bulivorovoro 7,28 m w                                                           | Sam Toleman 7,14 m w                                                                                 | Waisale Dausoko 7,00 m                                                            |
| Triple saut                 | Peniel Richard 14,56 m                                                                  | Kalaveti Mokosiro 13,66 m                                                                            | Andrew Allan 13,30 m                                                              |
| Lancer du poids             | Mustafa Fall 15,68 m                                                                    | Debono Paraka 15,64 m                                                                                | Jean Vehikite 13,10 m                                                             |
| Lancer du disque            | Alexander Rose 61,12 m (CR)                                                             | Mustafa Fall 45,86 m                                                                                 | Debono Paraka 44,40 m                                                             |
| Lancer du marteau           | Ram Abhineet 55,17 m                                                                    | Debono Paraka 39,45 m                                                                                |                                                                                   |
| Lancer du javelot           | Ben Burnell 78,10 m (CR)                                                                | Alex Wood 65,79 m                                                                                    | Pita Tamani 65,10 m                                                               |
| Décathlon                   | Max Attwell 6 975 pts                                                                   | Martin Clark 6 171 pts                                                                               | Matthew Wecker 6 031 pts                                                          |

### Femmes
| Épreuves                    | Or                                                                                 | Argent                                                                                         | Bronze                                                                              |
| --------------------------- | ---------------------------------------------------------------------------------- | ---------------------------------------------------------------------------------------------- | ----------------------------------------------------------------------------------- |
| 100 m Vent : -2,3 m/s       | Toea Wisil 11 s 63                                                                 | Morgan Gaffney 12 s 24                                                                         | Jessica Peris 12 s 27                                                               |
| 200 m Vent : +0,4 m/s       | Toea Wisil 23 s 24 (CR)                                                            | Larissa Pasternatsky 23 s 56                                                                   | Jessica Peris 24 s 06                                                               |
| 400 m                       | Jessica Haig 57 s 72                                                               | Shirley Vunatup 58 s 35                                                                        | Elenani Tinai 58 s 70                                                               |
| 800 m                       | Keely Waters 2 min 12 s 49                                                         | Tia Brady 2 min 13 s 38                                                                        | Poro Gahekave 2 min 20 s 71                                                         |
| 1 500 m                     | Hannah Miller 4 min 36 s 07                                                        | Audrey Mill 4 min 43 s 54                                                                      | Poro Gahekave 4 min 47 s 26                                                         |
| 5 000 m                     | Hannah Miller 17 min 08 s 47                                                       | Audrey Mill 17 min 29 s 15                                                                     | Sharon Firisua 18 min 08 s 05                                                       |
| 10 000 m                    | Sharon Firisua 37 min 54 s 60 (CR)                                                 | Dianah Matekali 39 min 47 s 00                                                                 | Sophie Bouchonnet 39 min 56 s 76                                                    |
| 5 000 m marche              | Annulé faute de participantes                                                      | Annulé faute de participantes                                                                  | Annulé faute de participantes                                                       |
| 10 000 m marche             | Annulé faute de participantes                                                      | Annulé faute de participantes                                                                  | Annulé faute de participantes                                                       |
| 110 m haies Vent : -2,2 m/s | Ashleigh Sando 14 s 37                                                             | Summer Johnson 14 s 57                                                                         | Carla Takchi 14 s 82                                                                |
| 400 m haies                 | Raylyne Kanam 1 min 05 s 40                                                        | Trudy Davidson 1 min 07 s 35                                                                   | Ariana Blackwood 1 min 07 s 96                                                      |
| 3 000 m steeple             | Annulé faute de participantes                                                      | Annulé faute de participantes                                                                  | Annulé faute de participantes                                                       |
| 4 × 100 m                   | Australie Summer Johnson Jessica Peris Morgan Gaffney Larissa Pasternatsky 46 s 26 | Fidji Laisani Moceisawana Makereta Naulu Elenoa Sailosi Younis Bese 47 s 88                    | Australie du Nord Mikielee Snow Emily Dixon Natasha Rudder Kayla Montagner 49 s 07  |
| 4 × 400 m                   | Australie Tia Brady Trudy Davidson Hannah Cox Jessica Haig 3 min 56 s 86           | Papouasie-Nouvelle-Guinée Shirley Vunatup Nancy Malamut Leonie Beu Raylyne Kanam 4 min 05 s 11 | Fidji Maria Noela Elenani Tinai Tavenisa Senigacali Filomena Balobalo 4 min 19 s 87 |
| Saut en hauteur             | Rellie Kaputin 1,65 m                                                              | Rosalia Raqato 1,56 m                                                                          | Nanise Tavisa 1,53 m                                                                |
| Saut à la perche            | Jamie Scroop 4,00 m (CR)                                                           | Katherine Iannello 3,60 m                                                                      |                                                                                     |
| Saut en longueur            | Rellie Kaputin 5,86 m                                                              | Jessie Harper 5,75 m                                                                           | Ashleigh Sando 5,66 m                                                               |
| Triple saut                 | Rellie Kaputin 13,05 m (CR)                                                        | Allison Nankivell 12,91 m                                                                      | Anna Thomson 12,51 m                                                                |
| Lancer du poids             | Madison-Lee Wesche 15,27 m                                                         | Ashley Bologna 14,68 m                                                                         | 'Ata Maama Tu'utafaiva 14,07 m                                                      |
| Lancer du disque            | Patria Vaimaona 45,48 m                                                            | Tereapii Tapoki 44,83 m                                                                        | Falakika Fakate 41,68 m                                                             |
| Lancer du marteau           | Mikayla Horan 46,63 m                                                              | Emma Werner 44,80 m                                                                            | Coranne Truques 43,72 m                                                             |
| Lancer du javelot           | Linda Selui 47,29 m                                                                | Sharon Toako 43,54 m                                                                           | Elena Caucau 40,27 m                                                                |
| Heptathlon                  | Adrine Monagi 4 639 pts                                                            | Ariana Backwood 4 369 pts                                                                      | Vicky Clark 4 136 pts                                                               |

### Mixte
| Épreuves               | Or                                                                               | Argent                                                                             | Bronze                                                                                    |
| ---------------------- | -------------------------------------------------------------------------------- | ---------------------------------------------------------------------------------- | ----------------------------------------------------------------------------------------- |
| Relais mixte sur 800 m | Australie Carla Takchi Jordan Shelley Jessica Payne Murray Goodwin 1 min 33 s 94 | Fidji Laisani Moceisawana Aaron Powell Makereta Naulu Samuela Railoa 1 min 35 s 78 | Australie septentrionale Emily Dixon Jaqson Dagan Kayla Montagner Jay Stone 1 min 38 s 76 |